# Grażyna Mierzejewska
Grażyna Mierzejewska z domu Zblewska (ur. 28 października 1957 w Kartuzach) – polska lekkoatletka, specjalistka biegów długodystansowych, medalistka mistrzostw Polski.

## Kariera
Zajęła 21. miejsce w biegu maratońskim na mistrzostwach Europy w 1986 w Stuttgarcie.
Zajęła 17. miejsce na tym dystansie podczas Pucharu Europy w maratonie w 1985 w Rzymie oraz 34. miejsce podczas Pucharu Świata w maratonie w 1985 w Hiroszimie.
Była wicemistrzynią Polski w biegu na 20 kilometrów w 1985 oraz brązową medalistką w biegu na 10 000 metrów w 1984 i 1985, w biegu na 20 kilometrów w 1986 i w maratonie w 1986.
Była zawodniczką Neptuna Gdańsk i Bałtyku Gdynia.
Rekordy życiowe::
| Konkurencja           | Data i miejsce              | Wynik    |
| --------------------- | --------------------------- | -------- |
| bieg na 1000 metrów   | 22 lipca 1977, Łódź         | 2:46,8   |
| bieg na 1500 metrów   | 31 sierpnia 1977, Bydgoszcz | 4:24,9   |
| bieg na 3000 metrów   | 18 czerwca 1978, Warszawa   | 9:29,2   |
| bieg na 5000 metrów   | 24 czerwca 1985, Grudziądz  | 16:33,89 |
| bieg na 10 000 metrów | 31 sierpnia 1987, Sopot     | 34:15,01 |
| bieg maratoński       | 6 kwietnia 1986, Dębno      | 2:33:44  |